# De rullende byer (bogserie)
De rullende byer (Mortal Engines Quartet, Predator Cities, Predator Cities Quartet, som serien hedder på engelsk; udgivet som Hungry City Chronicles i Nordamerika) er en fantasy-bogserie for børn og unge skrevet af Philip Reeve, hvoraf den mest kendte er trilogiens første del De rullende byer.

## Bøger
Serien består af
- De rullende byer (originaltitel: Mortal Engines, 2001)
- Forrædernes fest (originaltitel: Predator's Gold, 2003)
- Helvedesmaskiner (originaltitel: Infernal Devices, 2005)
- Byernes kamp (originaltitel: A Darkling Plain, 2006)

## Film
1. Mortal Engines